# Temperatura potencjalna
Temperatura potencjalna cząstki próbnej powietrza o ciśnieniu {\displaystyle p} i temperaturze {\displaystyle T} – temperatura, jaką miałaby cząstka, gdyby została sprowadzona adiabatycznie do ciśnienia standardowego {\displaystyle P_{0},} równego zazwyczaj 1000 hPa. Temperatura potencjalna jest równoważna pojęciu entropii powietrza. Jest ona oznaczona {\displaystyle \theta } i jest zdefiniowana jako
{\displaystyle \theta =T\left({\frac {p_{o}}{p}}\right)^{\frac {R}{c_{p}}},}
gdzie:
{\displaystyle T} – temperatura cząstki,
{\displaystyle R} – stała gazowa,
{\displaystyle c_{p}} – ciepło właściwe powietrza przy stałym ciśnieniu.

## Znaczenie
Temperatura potencjalna odgrywa istotną rolę w meteorologii, termodynamice atmosfery i fizyce chmur, ponieważ jest wielkością zachowawczą przy zmianach adiabatycznych atmosfery. Przykładowo, w warstwie dobrze wymieszanej suchego powietrza temperatura potencjalna jest stała. Wysoko w troposferze, gdzie nie ma pary wodnej, wielkoskalowy ruch powietrza odbywa się w przybliżeniu z zachowaniem temperatury potencjalnej, innymi słowy wzdłuż powierzchni izentropowych. Temperatura potencjalna wyznaczana jest graficznie, przy użyciu diagramu termodynamicznego.